# Квестенберг
Квестенберг (нем. Questenberg) — община в Германии, районный центр, расположен в земле Саксония-Анхальт. 
Входит в состав района Зангерхаузен. Подчиняется управлению Росла-Зюдхарц.  Население составляет 289 человек (на 31 декабря 2006 года). Занимает площадь 17,25 км².